# 川田信茂
川田 信茂（かわだ のぶしげ、1970年12月3日 - ）は、日本の元サッカー選手、サッカー指導者。現役時代のポジションはフォワード、ミッドフィールダー。

## 来歴
本庄東高校を経て1989年に日本サッカーリーグのフジタ工業クラブ（後のフジタサッカークラブ）に加入。1989-90シーズンのJSL1部第17節、日産自動車戦でデビューし、第22節の東芝戦で初得点をあげるなど、5試合に出場し1得点1アシストを記録。チームは同シーズン限りで降格したため、以降はJSL2部でのプレーとなった。
1992年からはチームが日本プロサッカーリーグ参入が成らなかったため、新設されたジャパンフットボールリーグでのプレーとなった。1993年に第2回ジャパンフットボールリーグで優勝を経験。同年、チームが準会員として参加したJリーグカップでは2試合に出場した。
1994年、Jリーグ昇格を果たし、ベルマーレ平塚と改称後もチームに在籍。第74回天皇杯全日本サッカー選手権大会で優勝を経験したが、リーグ戦出場の機会はなく同年限りで退団。
その後、大塚FCヴォルティス徳島（後の徳島ヴォルティス）、
北海道サッカーリーグの帯広FCや蹴鞠会でプレー。帯広ではコーチ兼任という立場だった。
引退後は本庄東高校附属中学校サッカー部監督や、TRICOLORE F.Cのスクールスタッフなどを務めている。

## 個人成績
| 国内大会個人成績 | 国内大会個人成績 | 国内大会個人成績 | 国内大会個人成績 | 国内大会個人成績               | 国内大会個人成績 | 国内大会個人成績 | 国内大会個人成績  | 国内大会個人成績 | 国内大会個人成績 | 国内大会個人成績 | 国内大会個人成績 |
| 年度             | クラブ           | 背番号           | リーグ           | リーグ戦                       | リーグ戦         | リーグ杯         | リーグ杯          | オープン杯       | オープン杯       | 期間通算         | 期間通算         |
| 年度             | クラブ           | 背番号           | リーグ           | 出場                           | 得点             | 出場             | 得点              | 出場             | 得点             | 出場             | 得点             |
| 日本             | 日本             | 日本             | 日本             | リーグ戦                       | リーグ戦         | リーグ杯         | リーグ杯          | 天皇杯           | 天皇杯           | 期間通算         | 期間通算         |
| ---------------- | ---------------- | ---------------- | ---------------- | ------------------------------ | ---------------- | ---------------- | ----------------- | ---------------- | ---------------- | ---------------- | ---------------- |
| 1989-90          | フジタ           | 30               | JSL1部           | 5                              | 1                | 0                | 0                 | 3                | 2                | 8                | 3                |
| 1990-91          | フジタ           | 11               | JSL2部           | 9                              | 2                | 1                | 0                 | 0註1             | 0                | 10               | 2                |
| 1991-92          | フジタ           | 11               | JSL2部           | 22                             | 6                | 3                | 2                 | 1註2             | 0                | 26               | 8                |
| 1992             | フジタ           |                  | 旧JFL            |                                |                  | -                | -                 | 0註3             | 0                |                  |                  |
| 1993             | フジタ           |                  | 旧JFL            |                                |                  | 2                | 0                 |                  |                  |                  |                  |
| 1994             | 平塚             | -                | J                | 0                              | 0                | 0                | 0                 |                  |                  |                  |                  |
| 通算             | 日本             | 日本             | J                | 0                              | 0                | 0                | 0\|\|\|\|\|\|\|\| |                  |                  |                  |                  |
| 通算             | 日本             | 日本             | JSL1部           | 5                              | 1                | 0                | 0                 | 3                | 2                | 8                | 3                |
| 通算             | 日本             | 日本             | JSL2部           | 31                             | 8                | 4                | 2                 | 1                | 0                | 36               | 10               |
| 通算             | 日本             | 日本             | 旧JFL            | \|\|\|\|2\|\|0\|\|\|\|\|\|\|\| |                  |                  |                   |                  |                  |                  |                  |
| 総通算           | 総通算           | 総通算           | 総通算           | \|\|\|\|\|\|\|\|\|\|\|\|\|\|   |                  |                  |                   |                  |                  |                  |                  |

註1 1回戦のコスモ石油戦のメンバーについては不明。
註2 1回戦の新日鉄八幡戦のメンバーについては不明。
註3 1回戦の名古屋グランパスエイト戦のメンバーについては不明。

## 獲得タイトル
- 1992年 1991年-1992年のJSL（2部）
- 1993年 第2回ジャパンフットボールリーグ
- 1994年 第74回天皇杯全日本サッカー選手権大会